# Moskalivka, Romnî
Moskalivka (în ucraineană Москалівка) este un sat în comuna Bilovod din raionul Romnî, regiunea Sumî, Ucraina.

## Demografie
Componența lingvistică a localității Moskalivka
     Ucraineană (96,63%)
     Rusă (2,81%)
Conform recensământului din 2001, majoritatea populației localității Moskalivka era vorbitoare de ucraineană (96,63%), existând în minoritate și vorbitori de rusă (2,81%).